# Klášter Amelungsborn
Amelungsborn také Amelunxborn (německy Kloster Amelungsborn) je cisterciácké opatství ležící poblíž Negenbornu a Stadtoldendorfu v zemském okrese Holzminden ve Vezerské vrchovině ve spolkové zemi Dolní Sasko v Německu. Po klášteře Walkenried je druhou nejstarší cisterciáckou fundací v Dolním Sasku. Přečkal německou reformaci tím, že se z něj stal luteránský klášter a společně s klášterem Loccum (také původně cisterciáckým) je jedním ze dvou nepřetržitě fungujících luteránských klášterů v Německu. Konventní kostel sv. Panny Marie je zároveň farním kostelem klášterem založených vesnic Negenborn a Holenberg.

## Založení
Poloha villa Amelungsborn, západně od dnešního Stadtoldendorfu byla původně součástí dědičných držav hrabat z Northeimu.
Sigfried IV., poslední hrabě Northeim-Boyneburgu a Homburgu věnoval 20. listopadu 1135 půdu v Amelungsbornu cisterciáckému klášteru, jenž byl osídlen mnichy z mateřského kláštera Kamp.
Zdá se, že založením kláštera a blízkého hradu Homburg (postaveného zhruba ve stejnou dobu) se hrabě Sigfried snažil upevnit moc a zabezpečit část svého území, ležícího daleko od jeho rodového sídla v severním Hesensku.
Zakládací listina se nedochovala, ačkoli existuje papežské potvrzení Honoria II., datované 5. prosince 1129. Každopádně interval šesti let mezi založením kláštera a jeho obydlením řeholníky zapadá do obecného harmonogramu cisterciáckých fundací.
Klášter byl vysvěcen hildesheimským biskupem Bernhardem I. v roce 1135. První amelungsbornský opat, Jindřich I. byl nevlastním bratrem zakladatele, Sigfrieda IV. a byl jmenovaný v roce 1141.

## Vývoj a dceřiné kláštery

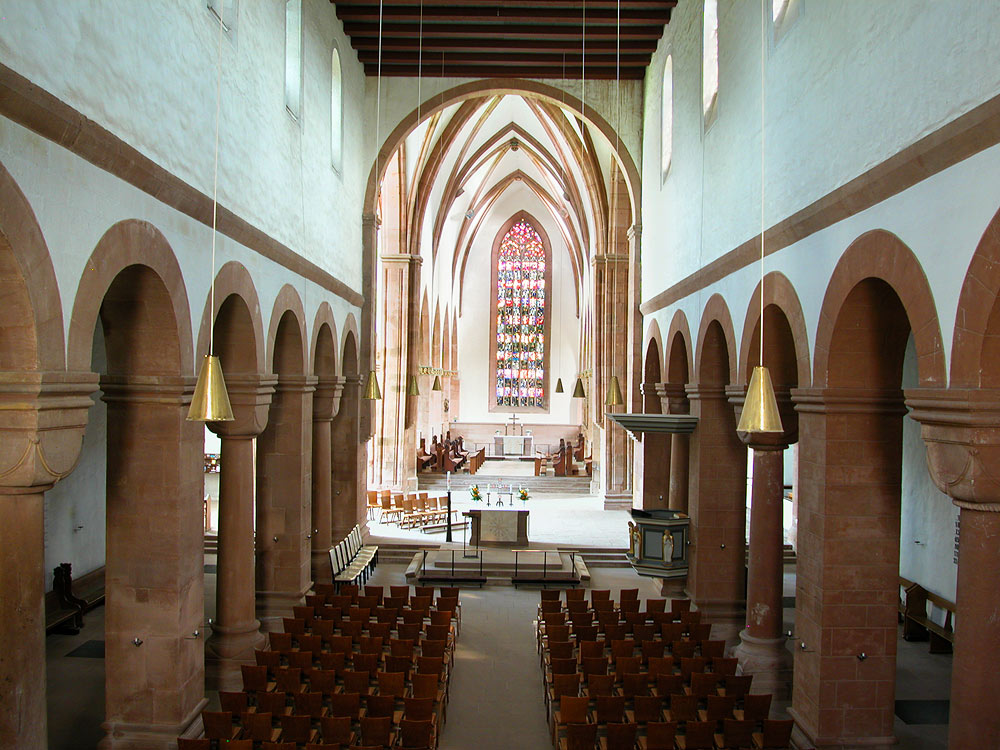
Interiér konventního kostela

Nový klášter prosperoval a brzy byl schopen rozšířit cisterciácký řád o další kláštery. Již v roce 1138 byl mnich z Amelungsbornu jmenován opatem v klášteře Mariental (je to jiný klášter než Marienthal) poblíž Helmstedtu. V roce 1145 osídlil (12 mnichů a opat) z Amelungsbornu dceřiný klášter Riddagshausen poblíž Braunschweigu.
Amelungsborn byl taktéž mateřským klášterem kláštera Doberan v dnešní obci Bad Doberan poblíž Rostocku, jejž řeholníci osídlili v roce 1171 a opětovně v roce 1176 na popud misionářského biskupa Berna (někdejšího mnicha v klášteře Amelungsborn), který se v roce 1155 stal biskupem v Meklenburku a když bylo sídlo biskupství v roce 1160 přesunuto, také prvním schwerinským biskupem.
Klášter se stal nejbohatším opatstvím ve welfské sféře vlivu a byl úzce propojen s kolonizací německého východu. Okolo roku 1280 čítala komunita asi 50 řeholníků a 90 konvršů.
I po odcizení jejich meklenburských majetků, převážně okolo měst Satow a Dranse, ve 14. století, zůstával klášter rozsáhlým pozemkovým vlastníkem a to zejména díky štědrosti pánů z Homburgu, nástupců zakladatele a hrabat z Eversteinu, kteří mu darovali řadu majetků mezi řekami Vezerou a Leine, mezi nimi i půdu v Allersheimu poblíž Holzminden, Schnedinghausen u Moringenu, Erzhausen, Bruchhof a Holtershausen u Greene. Klášter také vlastnil majetky ve městech Einbeck, Höxter a Hameln a lesy kolem samotného opatství.

## Poreformační období

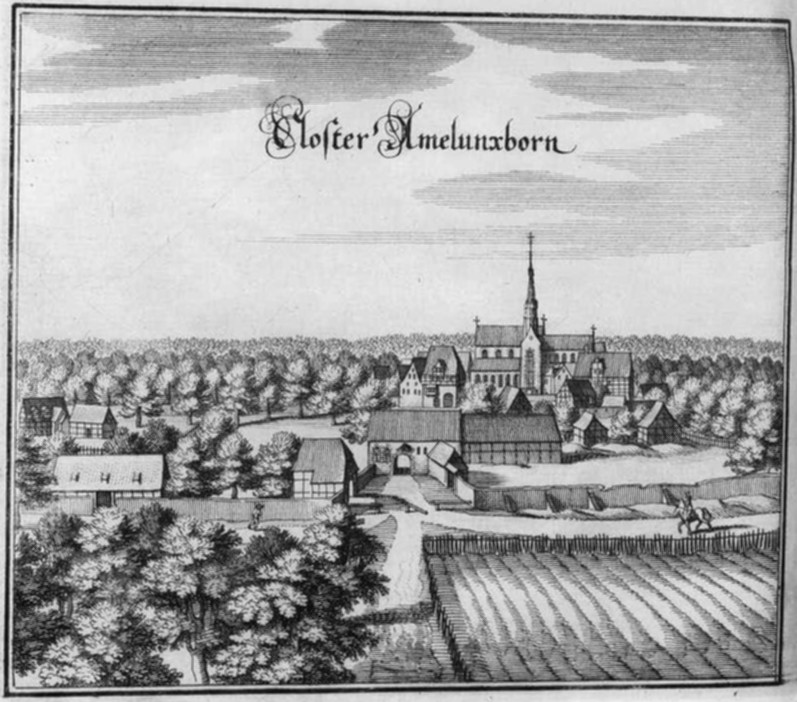
Klášter v roce 1654 (podle Matthäuse Meriana)

V průběhu první poloviny 16. století upadal klášter stále více do vlivu Welfů. V roce 1549 byl Amelungsborn nucen postoupit lukrativní hospodářství v Allersheimu věvodovi Jindřichu I. Mladšímu, Brunšvickému.
Vévoda Julius Brunšvický uchopil v roce 1568 reformaci do svých rukou a konvertoval klášter na luteránský. První luteránský opat Andreas Steinhauer (zemřel 1588) založil v klášteře školu, díky níž se v tomto ohledu stal klášter velmi známým.
Vévoda Karel I. Brunšvický v roce 1760 přesunul klášterní školu do města Holzminden a sloučil ji s místní městskou školou, předchůdcem současného gymnázia.
V roce 1806, za vlády císaře Napoleona byl klášter Amelungsborn rozpuštěn, ale funkce opata kupodivu nezanikla. Když byla v roce 1875 přidělena správa školy státu, funkce kláštera jako vzdělávací instituce zanikla. Titul opata z Amelungsbornu se ale zachoval jako čestný titul pro starší členy brunšvického kléru.
Od roku 1912 je pozice z politických důvodů neobsazená. V roce 1914 kostel přestoupil pod správu Hannoverské zemské církve (Landeskirche Hannover). Církevní senát převzal práva předchozích pozemkových vlastníků a zodpovědnost za klášter.

## Druhá světová válka
Za druhé světové války, 8. dubna 1945 byl klášter i klášterní zeď vážně poškozeny americkým bombardováním, při honbě za prchajícími jednotkami SS. Kostel utrpěl obzvláště těžké škody a jižní část hlavní chrámové lodi a východní okno z roku 1350 bylo zcela zničeno. Rekonstrukce a restaurátorské práce probíhaly v letech 1954 až 1959.

## Obrození
V roce 1960 byl 54. opatem kláštera Amelungsborn jmenován Christhard Mahrenholz. Shromáždil komunitu a založil společenství laiků Familiaritas. V roce 2008 se komunita skládala z osmi řeholníků a opata, zatímco laické společenství Familiaritas čítalo okolo třiceti členů.

## Opati
- Heinrich I (1141–43)
- Everhelm (c. 1150–84)
- Johann I (1186)
- Hoiko (1196–1201)
- Walbert (1204/5)
- Konrad (1209)
- Gottschalk (1213–35)
- Dietrich (1236–45)
- Johann II (1246–51)
- Arnold (1254–69)
- Moritz (1270–91)
- Balduin (1293–1301)
- Bertram (1302–11)
- Gieseler (1317–22)
- Ludolf I (1326–29)
- Heinrich II (1334–37)
- Ludolf II (1339–53)
- Engelhard (1355–71)
- Johann (III) Maske (1377–78)
- Heinrich (III) Rikolf (1400–15)
- Reiner (1417–26)
- Herwig (1431–32)
- Johann IV (1433)
- Saner von Horn (1438–62)
- Johann (V) Alremann (1463–64)
- Heinrich (IV) von Horn (1465–77)
- Johann (VI) von Dassel (1477–83)
- Bernhard von Haselünne (1483–85)
- Werner von der Werder (1487–95)
- Gebhard Maske (1499–1510)
- Hermann Kannegießer (1516–31)
- Veit Teckermester (1533–53)
- Andreas Steinhauer (1555–88) – první luteránský opat
- Vitus Buchius (1588–98)
- Anton Georgius (1598–1625)
- Theodor Berkelmann (1625–45)
- Statius Fabricius (1647–49)
- Hermann Topp(ius) (1655–75)
- Herbert Rudolphi (1676–84)
- Andreas Overbeck (1685–86)
- Andreas Rudeloff (1686–1701)
- Johann Georg Werner (1702–11)
- Christian Heinrich Behm (1712–40)
- Anton August Osterreich (1740–45)
- Theodor Wilhelm Ritmeister (1747–74)
- Johann Friedrich Häseler (1774–97)
- Jakob Christian Weland (1798–1813) – během jeho mandátu bylo opatství rozpuštěno
- Theodor Christoph Grotian (1814–29)
- Franz Heinrich Wilhelm Rägener (1831–37)
- Theodor Wilhelm Heinrich Bank (1840–43)
- Wilhelm Hille (1845–80)
- Karl Julius Franz Stausebach (1881–92)
- Johann Karl Theodor Schütte (1900–1912)
- position of abbot vacant (1912–1960)
- 1960–71: Christhard Mahrenholz – re-founder
- 1971–89: Kurt Schmidt-Clausen
- 1989–96: Ernst Henze
- 1996–2002: Hans-Christian Drömann
- 2002– : Eckhard Gorka